# Gallieniellidae
Gallieniellidae é uma família de aranhas araneomorfas com 48 espécies distribuídas por 10 géneros. Suspeita-se que as espécies incluídas nesta família são especializadas em anti-predação.

## Descrição
A família Gallieniellidae foi inicialmente considerada endémica em Madagáscar, mas a partir da década de 1980 foram encontradas espécies no sul do Quénia, nordeste da Argentina e na Austrália. O género Drassodella foi integrado na família em 1990, por transferência a partir da família Gnaphosidae.

## Genera
A família Gallieniellidae inclui as seguintes subfamílias e géneros:
- Gallienellinae Millot, 1947
  - Drassodella Hewitt, 1916 (África do Sul)
  - Gallieniella Millot, 1947 (Madagáscar, Comores)
  - Legendrena Platnick, 1984 (Madagáscar)
  - Toxoniella Warui & Jocqué, 2002 (Quénia)

- Meedoinae
  - Galianoella Goloboff, 2000 (Argentina)
  - Meedo Main, 1987 (Austrália)
  - Neato Platnick, 2002 (Austrália)
  - Oreo Platnick, 2002 (Austrália)
  - Peeto Platnick, 2002 (Austrália)
  - Questo Platnick, 2002 (Austrália)